# Proporción de clics
En publicidad, la Proporción de clics o Ratio de cliqueo (en inglés Click Through Ratio, abreviado CTR) es un indicador para medir la eficacia de una campaña de publicidad en línea. La proporción de clics se obtiene dividiendo el número de usuarios que pulsaron una pieza publicitaria -banner- por el número de impresiones mostradas de la misma, expresado en tanto por ciento.
El CTR medio aceptado en campañas de publicidad display se situaba en el 0,12% a finales de 2011, pero actualmente un 0,10% es una cifra aceptada debido a la saturación publicitaria que los usuarios sufren.
El CTR en campañas publicitarias de búsqueda actualmente se encuentra en torno al 2% de media, pero depende en gran medida de la posición ocupada en el ranking. 
Hay muchos factores que contribuyen a aumentar el CTR, como el uso de símbolos y emojis en el title y en la meta description para hacer más atractivo el snippet que se muestra en Google para una query. El CTR es una de las principales métricas o KPIs que se tiene en cuenta en una campaña de Marketing Digital, junto con el porcentaje de rebote, el número de páginas vistas o el promedio de tiempo en página.
Para acceder a estas estadísticas tan sólo es necesario verificar la propiedad de tu sitio web en Google Search Console e ir al apartado de rendimiento. En esa sección es donde aparecen los datos de CTR y otros datos el número de impresiones, posición media o clics obtenidos para la propiedad en general, una determinada consulta (palabra clave) o página (URL).